# NGC 1996
NGC 1996 là cụm sao mở hoặc một nhóm sao nằm trong chòm sao Kim Ngưu. Nó được phát hiện bởi William Herschel vào ngày 7 tháng 12 năm 1785. NGC 1996 nằm cách hệ mặt trời của chúng ta khoảng 1400 pc (~ 4570 ly) và nó có niên đại khoảng 282 triệu năm và kích thước rõ ràng của nó là 22 arcmin.